# Monserrate (berg)
De Monserrate is een van de bekendste toppen rondom de Colombiaanse hoofdstad Bogota. Met de Cerro de Guadalupe vormt de berg van 3152 meter hoogte de oostelijke grens van La Candelaria, het historische centrum van de stad. Op de top van de in de Cordillera Oriental gelegen berg (cerro betekent eigenlijk "heuvel") staat naast een uitzichtpunt met vergezichten over de hele stad een klooster.
Om de top van Monserrate Hill te bereiken, kabelbaan nemen of de heuvel op lopen.

De zonnewendes en equinoxen (in juni verrijst Sué boven Monserrate, in december boven Cerro de Guadalupe, tijdens de equinoxen van maart en september vanuit de vallei tussen deze twee punten